# Ronald Lauder
Ronald Steven Lauder (* 26. února 1944, New York) je americký podnikatel, filantrop a sběratel umění židovského původu. Na seznamu nejbohatších lidí světa časopisu Forbes se v roce 2007 umístil na 287. místě s majetkem 3 miliardy dolarů. Je ženatý a má dvě děti.

## Biografie

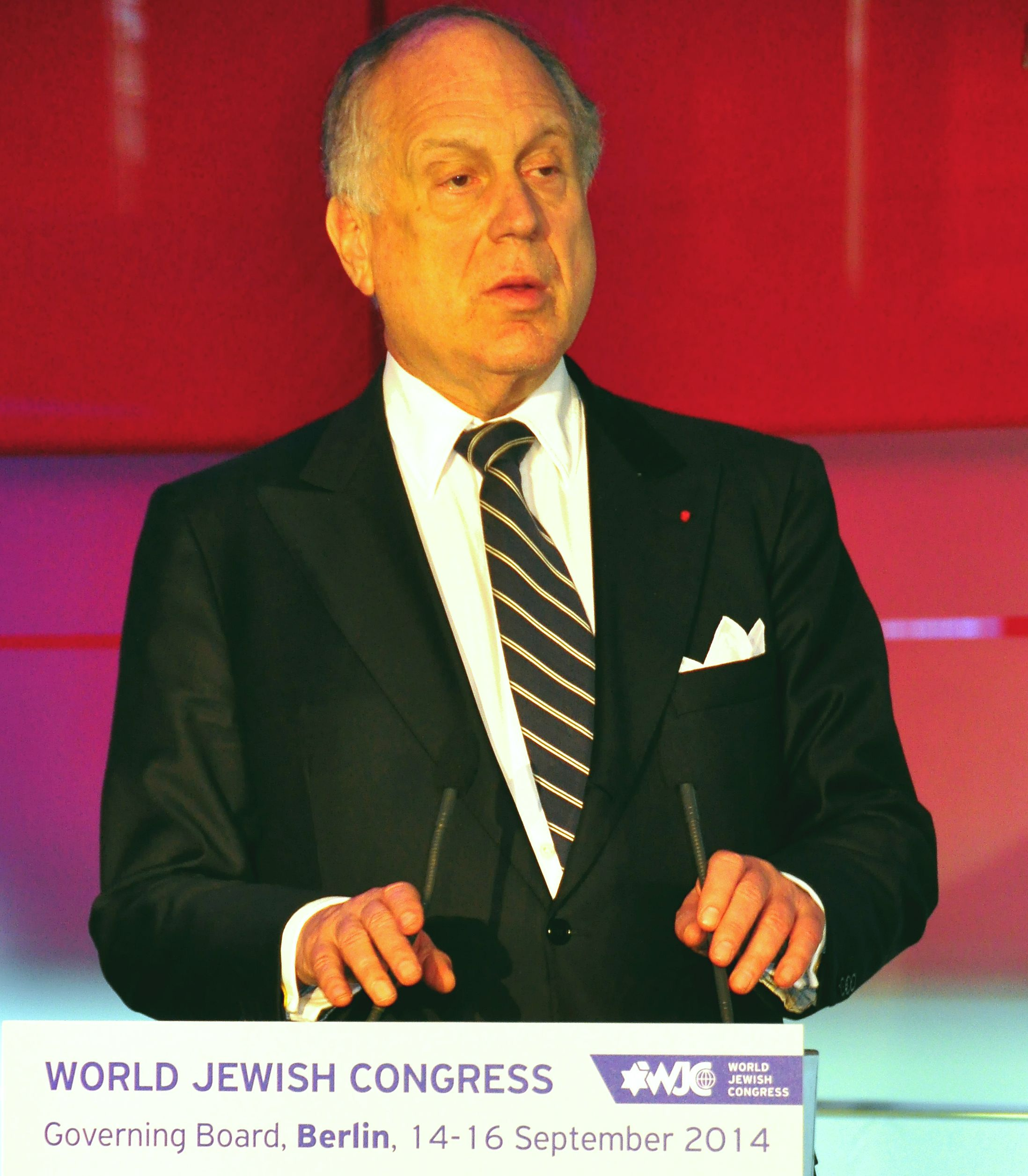
Ronald Lauder

Ronald Steven Lauder je syn Estée Lauderové a Josepha Laudera, kteří založili kosmetickou společnost Estée Lauder Companies. Jeho starší bratr je Leonard Lauder, ředitel Estée Lauder Companies a významný sběratel umění, zejména kubismu. Vystudoval Bronx High School of Science a vystudoval bakalářský obor International Business na Wharton School na Pensylvánské univerzitě.
Studoval na Pařížské univerzitě a je majitelem Certificate in International Business z Bruselské univerzity. V roce 1964 začal pracoval v Estée Lauder a od roku 1984 do roku 1986 pracoval pro Pentagon. V roce 1986 se stal americkým ambasadorem v Rakousku. Později neúspěšně kandidoval na starostu New Yorku. Nyní se stará o reality a média, například Central European Media Enterprises a Israeli TV. Je majitelem TV Nova, kvůli jejímuž vlastnictví vedl arbitráž s českým státem. Kromě TV Nova vlastní dalších 12 televizních stanic v šesti dalších evropských zemích, na Slovensku například TV Markíza.
Od roku 2007 rovněž prezidentem Světového židovského kongresu.